# Hiro Mashima
Hiro Mashima (真島ヒロ?, Mashima Hiro; Nagano, 3 maggio 1977) è un fumettista giapponese.

## Biografia
Mashima decise di intraprendere seriamente la carriera di fumettista dopo aver vinto un concorso con la storia breve Magician (pubblicata in Italia nei volumi Rave World), da cui gli fruttarono ben 700.000 yen di vincita (pari a circa 5.500 €). In questa storia fa la sua comparsa per la prima volta Plue, il cane dal naso a cono co-protagonista di Rave.
A 21 anni pubblicò la sua prima opera Rave - The Groove Adventure sulle pagine di Shonen Magazine. Dopo un inizio zoppicante Rave godette di un successo sempre crescente, sino a divenire uno dei maggiori best seller nipponici di fine millennio, generando una serie anime, numerosi videogiochi e una grande quantità di oggettistica e pupazzi, proiettando Mashima dal quasi anonimato alla notorietà mondiale.
Oltre a Rave, la sua produzione conta alcune storie brevi come Cocona e Monster Soul, oltre ad alcuni albi prettamente umoristici basati sul personaggio di Plue.
Mashima dal 2006 ha iniziato una nuova opera intitolata Fairy Tail e che ben presto è divenuta la sua opera più celebre. La serie è terminata nel 2017. Fairy Tail in Italia è arrivata per la prima volta nel 2008.
Grande appassionato della serie di videogiochi Monster Hunter, nel 2008 pubblica una miniserie di 4 numeri basata sul gioco dal titolo Monster Hunter Orage.

## Opere
- Rave - The Groove Adventure, 35 volumi, 1998-2005
- Rave World, raccolta di one-shot, 2003
  - Magician (マジシャン?, Majishan)
  - Fairy Tale (フェアリー・テール?, Fearī Tēru)
  - Cocona (ココナ?, Kokona)
  - L'avventura di Plue II (プルーの冒険日記II?, Purū bōken nikki II)
  - Bad boy song (バット ボーイズ ソング?, Baddo Bōizu Songu)
  - Magic party (マジックパーティー?, Majikku Pātī)
  - Xmas hearts (クリスマス ハーツ?, Kurisumasu Hātsu)
  - Gruppo combattente Mixture (混合戦隊ミクスチャー?, Kongō sentai Mikusuchā)
- Monster Soul, 2 volumi, 2005-2007
- Fairy Tail, 63 volumi, 2006-2017
- Monster Hunter Orage, 4 volumi, 2008-2009
- Nishikaze to taiyō (西風と太陽?), one-shot, 2010
- Hoshigami no Satsuki (星咬の皐月?), one-shot, 2014
- Fairy Tail Zero, 1 volume, 2014-2015
- Edens Zero, 33 volumi, 2018-2024
- Fairy Tail: 100 Years Quest, 18 volumi, 2018-in corso
- Mashima Hero's, volume unico, 2019
- Fairy girls, 4 volumi, 2014-2016
- Fairy Tail: Twin Dragons of Sabertooth, 3 volumi, 2015-2016
- Dead Rock[2], 2023-in corso